# Ethylacrylaat
Ethylacrylaat is een organische verbinding met als brutoformule C5H8O2. Het is een ontvlambare heldere vloeistof met een doordringende zure geur. De stof wordt in de chemische sector gebruikt bij de aanmaak van polymeren.

## Synthese
Ethylacrylaat wordt bereid door acrylonitril en ethanol te laten reageren, met zwavelzuur als katalysator. Het kan ook worden gemaakt uit een reactie van ethyn, koolstofmonoxide en ethanol:
{\displaystyle {\ce {C2H2 + CO + C2H5OH -> C5H8O2}}}

## Toepassingen
Ethylacrylaat wordt gebruikt voor de vorming van polymeren, waaronder harsen, plastics en rubber.

## Toxicologie en veiligheid
De stof kan spontaan polymeriseren, ten gevolge van verwarming, onder invloed van licht en bij contact met peroxiden. De ontstane damp vermengt zich goed met lucht, waardoor gemakkelijk ontplofbare mengsels worden gevormd. In deze toestand is ethylacrylaat erg ontvlambaar.